# Gruppo Ferretti
Gruppo Ferretti S.p.A. es una empresa italiana fabricantes de barcos, su sede está en la ciudad de Forlì, y es una de las más famosas empresas del mundo. Marca el  ritmo en el diseño y la producción de yates de motor de lujo y barcos de deporte en longitudes de 7 a 80 metros. La empresa fue fundada en 1968 y emplea a más de 2800 trabajadores de diversas operaciones en toda Italia. El volumen de negocios anual fluctúa alrededor de 770 millones de euros mientras que la empresa muestra un crecimiento anual de 18%. 
- Datos: Q1407872
- Multimedia: Ferretti Group / Q1407872